# Casa de Cultura "Teodoro Cuesta"
La Casa de Cultura "Teodoro Cuesta" de Mieres és una entitat pública que té com a objectiu contribuir directament a la producció de cultura en el més ampli espectre de la mateixa, des de la promoció de valors, idees, signes cultures a la producció obres culturals noves.
Es va inaugurar el 31 de maig de 1988, i des d'aquest moment pot considerar-se com un catalitzador d'activitats culturals i projectes artístics, tant d'arts plàstiques, com a escèniques, gràfiques o musicals.
Pot considerar-se l'hereva de la tradició local d'associacionisme sociocultural que considerava la cultura com una manifestació i una expressió tant personal com grupal, per la qual cosa té una tarannà d'obertura on es combinen la tradició i l'avantguarda en l'àmbit cultural de Mieres.
L'edifici, que presenta una planta en forma d'U i dues altures més àtic, integra diversos espais, des de l'Oficina de Turisme, al Conservatori, passant per la Biblioteca-Arxiu Municipal. En 2007 la Casa de Cultura va ser ampliada amb una noves instal·lacions, un teatre amb capacitat per 400 persones, i un saló d'actes amb capacitat per 120 persones.
La façana principal que es troba al carrer Manuel Llaneza, permet veure un cos central transversal i als costats dues prominències, una de les quals s'allarga pel carrer Jerónimo Ibrán. Externament destaca la gran quantitat de finestres que presenta i la seva diversitat de formes i grandàries. En el lateral dret de la façana i formant part del conjunt hi ha exposada una antiga màquina de vapor.
L'entitat cultural porta el nom de Teodoro Cuesta en honor del més conegut dels escriptors en llengua asturiana, Teodoro Cuesta, que a més també va ser un destacat músic i compositor.